# Sterculia gracilipes
Sterculia gracilipes är en malvaväxtart som beskrevs av Jean Baptiste Louis Pierre. Sterculia gracilipes ingår i släktet Sterculia och familjen malvaväxter. Inga underarter finns listade i Catalogue of Life.